# Sphaerospira mazee
Sphaerospira mazee är en snäckart som först beskrevs av Brazier 1878.  Sphaerospira mazee ingår i släktet Sphaerospira och familjen Camaenidae. Inga underarter finns listade i Catalogue of Life.